# Leon Simons
Leon Simons (1 februari 1978) is een voormalig Nederlands korfballer die bijna zijn gehele loopbaan uitkwam voor PKC. Als korfballer won hij meerdere Nederlandse en Europese titels. Ook won hij meerdere gouden medailles als speler van het Nederlands korfbalteam.
Leon is de jongste broer van mede topkorfballers André en Erik Simons. De 3 broers speelden het merendeel van hun carrières bij PKC.
Op 1 november 2010 werd Simons in zijn woonplaats Papendrecht benoemd tot Ridder in de Orde van Oranje-Nassau.

## Spelerscarrière

### PKC
Simons begon met korfbal bij PKC, waar ook zijn vader Ad Simons had gekorfbald. Hij doorliep de jeugdteams en debuteerde in seizoen 1995-1996 in het eerste team van PKC. Op dat moment was Simons 17 jaar oud en werd hij de 3e Simons broer in de hoofdmacht, want zijn oudere broers André en Erik speelden al in het eerste team.
Zijn eerste seizoen was meteen een wat onrustig seizoen. PKC had in Jan de Jager een nieuwe hoofdcoach en al vrij snel in het seizoen kwam er een conflict tussen de coach en zijn oudere broer Erik.
PKC werd dit seizoen 2e in de zaalcompetitie, maar stond wel in de veldfinale. In deze eindstrijd verloor PKC nipt met 19-18 van DKOD.
Wel was er individueel succes voor Leon, want hij werd na afloop van het seizoen gekroond tot Beste Debutant van het Jaar.
Na dit seizoen kreeg PKC een nieuwe hoofdcoach, namelijk Wim Peetoom. Ook zijn avontuur duurde niet lang, want in februari 1997 stapte Peetoom op. Het seizoen was nog volop gaande en PKC koos voor Peter van Drimmelen als interim coach.
PKC herpakte zich en plaatste zich voor de zaalfinale. In de finale werd rivaal Deetos verslagen met 19-13, waardoor PKC weer Nederlands zaalkampioen werd. In het veldseizoen eindigde de ploeg teleurstellend 5e.
Van Drimmelen ging niet door en PKC vond in Jan Sjouke van den Bos een nieuwe coach vanaf 1997. 
Feitelijk zou de eerste horde van het nieuwe seizoen de Europacup van 1998 worden, aangezien PKC de Nederlands zaalkampioen was. Echter ging PKC niet akkoord met de speeldata van het toernooi. De organisatie wilde dit niet wijzigen, waardoor PKC bedankte voor deelname. Zodoende gebeurde het voor het eerst in de toernooigeschiedenis dat er geen Nederlandse deelnemer was. 
In eigen competitie deed PKC het wederom goed in seizoen 1997-1998. PKC plaatste zich voor het tweede jaar op rij voor de zaalfinale en kwam hier KV Die Haghe tegen. PKC won de eindstrijd met 19-13, waardoor het de zaaltitel prolongeerde.
In het seizoen erna, 1998-1999 mocht PKC weer deelnemen aan de Europacup. De planning en speeldata was aangepast, omdat toch was gebleken dat een toernooi zonder Nederlandse deelnemer veel minder interessant was.
Hierdoor reisde PKC in januari 1999 af naar Praag voor het toernooi. PKC won de 3 poulewedstrijden gemakkelijk en kwam in de finale uit tegen het Belgische AKC. In een spannende finale won PKC met 15-13.
Terug in eigen competitie was het spannend in de zaalcompetitie. Na de reguliere competitie hadden zowel PKC als DOS'46 24 punten. Om te bepalen welke ploeg 1e zou worden en zich dus zou plaatsen voor de zaalfinale moest er een beslissingswedstrijd worden gespeeld. Deze werd gewonnen door PKC met 15-11, waardoor Simons voor het 3e jaar op rij in de zaalfinale stond. Dit maal was Nic. de tegenstander en ook nu won PKC de titel door te winnen met 25-14. PKC werd in de veldcompetitie derde van Nederland.
In 1999-2000 stond PKC eerst in de Europacup. Ook in deze edititie doorliep PKC de poulefase gemakkelijk en stond het in de finale tegen de Belgische tegenstander ; Sikopi. In de finale won PKC met 19-16 in eigen huis, want het toernooi werd in Papendrecht gehouden. In de Nederlandse competitie plaatste PKC zich in de zaalcompetitie voor de play-offs, iets wat nieuw was. Vanaf dit seizoen was er voorafgaand aan de zaalfinale nog een kruisfinale ingesteld. In de kruisfinale stond PKC tegen Die Haghe en PKC verloor met 17-12, waardoor het een plek in de zaalfinale miste. In de veldcompetitie eindigde de ploeg als 3e. Dit zou het laatste seizoen zijn van Jan Sjouke van den Bos als coach en Erik Wolsink werd de nieuwe coach van de club.
Seizoen 2000-2001 werd voor PKC en twee broers Simons een seizoen met twee gezichten. In de zaalcompetitie deed de ploeg het erg goed en plaatste zich voor de kruisfinale. PKC won in de kruisfinale met 21-19 van Deetos, waardoor het in de zaalfinale terecht kwam. In de finale was de tegenstander het Amsterdamse AKC Blauw-Wit. PKC won met 26-23, waardoor het de Nederlandse zaaltitel weer terug veroverde. In de veldcompetitie miste de ploeg de nacompetitie. Ondanks de zaaltitel rommelde het in de spelersgroep en besloten zowel Erik als Leon Simons weg te gaan bij de club.

### Blauw-Wit, Amsterdam
Terwijl broer Erik besloot zich aan te sluiten bij Deetos ging Leon spelen bij het Amsterdamse AKC Blauw-Wit in 2001-2002. Ondanks dat Blauw-Wit in het jaar ervoor nog Nederlands veldkampioen was geworden werd 2001-2002 was teleurstellend. In de zaal werd de ploeg 4e in de Hoofdklasse A, waardoor het de play-offs miste. In de veldcompetitie haalde de ploeg wel de kruisfinale, maar hierin werd verloren van Die Haghe, waardoor het ook een plek in de veldfinale miste. Zodoende was het seizoen van Simons bij Blauw-Wit uitgelopen op een teleurstelling en besloot hij na dit jaar terug te keren bij PKC.

### Return bij PKC
Na 1 jaar bij Blauw-Wit keerde Leon en Erik Simons terug bij PKC, dat nog onder coach Wolsink speelde.
In 2002-2003 kwam PKC in de zaal in de play-offs terecht. PKC versloeg DOS-WK met 19-13 en plaatste zich zo voor de zaalfinale. Daar trof PKC het jonge Fortuna. PKC verloor de finale met 23-17. Iets later, in de veldcompetitie zou PKC Fortuna weer tegekomen in de finale. Dit maal was de wedstrijd stukken spannender. De wedstrijd eindigde in een gelijkspel (16-16) en er moest verlengd worden via golden goal. Op dit moment scoorde Leon Simons de winnende goal, waardoor hij de held van PKC werd. Vanwege deze treffer werd PKC Nederlands veldkampioen.
Na dit seizoen nam PKC afscheid van coach Wolsink en werd Peter van Drimmelen de nieuwe oefenmeester.
In 2003-2004 deed PKC wederom goede zaken in de competitie. In de zaal plaatste PKC zich voor de kruisfinale, die maar nipt gewonnen werd van De Meervogels met 14-13, waardoor PKC weer in de zaalfinale terecht kwam. Net als het jaar ervoor was Fortuna de tegenstander. Ook nu was Fortuna PKC de baas, want PKC verloor met 18-16. Iets later, in de veldcompetitie stond PKC ook in de finale. PKC won met 21-18 van Die Haghe, waardoor de ploeg alsnog een titel pakte.
Hierna werd Steven Mijnsbergen de nieuwe coach van PKC en hij had meteen succes. PKC stond in seizoen 2004-2005 zowel in de veld- als zaalfinale. In de zaalfinale versloeg PKC met 21-11 DOS'46 en in de veldfinale won PKC met 20-19 van Dalto, waardoor de ploeg de "dubbel" te pakken had. Na deze 2 titels nam broer Andre Simons afscheid van het topkorfbal.
Als de nieuwe zaalkampioen nam PKC deel aan de Europacup van 2006. PKC walsde door de poulefase en ook de finale won de ploeg gemakkelijk van Riviera. 
In de Nederlandse competitie was er wel iets veranderd, want de zaalcompetitie was anders opgezet. In plaats van 2 Hoofdklasses, was er nu plaats gemaakt voor de Korfbal League ; 1 poule met de 10 beste teams.
In seizoen 2005-2006 won PKC 15 van de 18 competitieduels en ging als de nummer 1 de play-offs in. Hier verslikte PKC zich in Dalto, de nummer 4 van de competitie. PKC verloor de kruisfinale met 22-19, waardoor het niet in de finale terecht kwam. In de veldcompetitie kreeg PKC sportieve wraak, want hierin versloeg het Dalto in de kruisfinale met 25-14, waardoor PKC in de veldfinale kwam te spelen. In de finale won PKC met 16-13 van Blauw-Wit, waardoor het alsnog een titel won.

## Erelijst
- Nederlands kampioen zaalkorfbal, 5x (1997, 1998, 1999, 2001, 2005)
- Nederlands kampioen veldkorfbal, 4x (2003, 2004, 2005, 2006)
- Europacup kampioen zaalkorfbal, 3x (1999, 2000, 2006)
- Beste Korfballer van het Jaar, 1x (2010)
- Beste Debutant van het Jaar, 1x (1996)

## Oranje
Simons werd in 1997 voor het eerst geselecteerd voor het Nederlands team.
Simons is met 94 officiële interlands de huidige recordhouder qua gespeelde korfbalinterlands. Van de totale 94 interlands speelde hij er 5 op het veld en 89 in de zaal.
In dienst van het Nederlands korfbalteam won hij goud op de volgende toernooien:
- WK, 3x: 1999, 2003, 2007
- EK, 4x: 1998, 2002, 2006, 2010
- World Games, 4x: 1997, 2001, 2005, 2009

## Statistieken
Zie hier een overzicht van statistieken in de 5 seizoenen die Simons in de Korfbal League speelde:
| Naam        | KL seizoenen | Wedstrijden | Goals | Gemiddeld | Rebounds | Strafworpen |
| ----------- | ------------ | ----------- | ----- | --------- | -------- | ----------- |
| Leon Simons | 5            | 95          | 446   | 4,7       | 979      | 101         |

## Coaching
Nadat hij in 2010 stopte als speler ging Simons coachen. Zo was hij coach van 2010 t/m 2013 bij Rust Roest. Daarna was hij van 2013 t/m 2016 coach bij CKV Nieuwerkerk. Van 2016 werd hij coach bij OVVO/De Kroon, maar dit avontuur strandde na anderhalf jaar.
Vanaf 2017 t/m 2022 was hij voor de tweede keer hoofdcoach bij CKV Nieuwerkerk. 
Naast zijn coachingscarrière in clubverband is Simons ook coach bij Team NL. Momenteel is hij bij de bond ook coach van Oranje onder 19.

### Deetos/Snel
In februari 2022 werd bekendgemaakt dat Simons voor seizoen 2022-2023 de nieuwe hoofdcoach van Deetos/Snel wordt. Hij verving hiermee vertrekkend coach Wouter Blok.
In seizoen 2023-2024 werd DeetosSnel kampioen in de Hoofdklasse, waardoor het in seizoen 2024-2025 uit zal komen in de Korfbal League 2.